# Avståndsmängd
Avståndsmängd är ett begrepp inom matematik. Avståndsmängden för en delmängd till ett metriskt rum är mängden av alla avstånd mellan element i mängden.

## Formell definition
Låt (X,d) vara ett metriskt rum och {\displaystyle A\subset X\,} en mängd. Då är avståndsmängden för mängden A mängden
{\displaystyle D(A):=\{d(x,y):x,y\in A\}},
dvs samlingen av alla avstånd i A.

## Tillämpningar
En viktig tillämpning för avståndsmängden är diametern, diam, av en mängd som är supremum för avståndsmängden. Mer precist, diametern för en mängd {\displaystyle A\subset X\,} är talet
{\displaystyle \mathrm {diam} (A):=\sup D(A).}

## Egenskaper
Eftersom {\displaystyle d:X\times X\to \mathbb {R} _{+}} är en metrik gäller för delmängder A och B i X, där B innehåller A:
- {\displaystyle D(A)\subset D(B)\,}
- {\displaystyle D(A)\subset [0,\mathrm {diam} (A)]\,}

## Geometri
En intressant fråga är att givet att man vet någonting om mängdens geometri kan man veta det även för avståndsmängdens geometri? I {\displaystyle (\mathbb {R} ^{n},|\cdot |)} finns några samband.

### Mått
Steinhaus sats säger att om {\displaystyle A\subset \mathbb {R} ^{n}\,} är Lebesguemätbar och den har ett positivt n-dimensionellt Lebesguemått {\displaystyle {\mathcal {L}}_{n}(A)>0\,}, så är 1-dimensionella Lebesguemåttet för avståndsmängden positiv, dvs
{\displaystyle {\mathcal {L}}_{1}(D(A))>0.\,}

### Dimension
Det också finns några satser för dimension av avståndsmängder. Låt {\displaystyle A\subset \mathbb {R} ^{n}\,} vara en Borelmängd.
- Om Hausdorffdimensionen

{\displaystyle (n-1)/2\leq \dim _{\mathcal {H}}A\leq (n+1)/2}
så är
{\displaystyle \dim _{\mathcal {H}}D(A)>\dim _{\mathcal {H}}A-(n-1)/2.}
- Om Hausdorffdimensionen

{\displaystyle \dim _{\mathcal {H}}A>(n+1)/2}
så kan man också säga någonting om Lebesguemåttet:
{\displaystyle {\mathcal {L}}_{1}(D(A))>0.\,}
Detta innebär
{\displaystyle \dim _{\mathcal {H}}D(A)=1.\,}